# Madagh
Madagh  (in arabo مداغ‎?) è un centro abitato e comune rurale del Marocco situato nella provincia di Berkane, regione di Regione Orientale. Conta una popolazione di 14 486 abitanti (censimento 2014).